# Ugo Fantozzi
Ugo Fantozzi è un personaggio letterario e cinematografico italiano, ideato e interpretato da Paolo Villaggio, le cui storie sono narrate in una fortunata serie di racconti e di film scritti e interpretati da lui stesso.
Il suo primo libro da protagonista (1971) ha venduto oltre un milione di copie mentre il primo film della serie cinematografica (1975) fu campione d'incassi del biennio 1974-1975, successo bissato l'anno successivo dal secondo capitolo (1976); per i quarant'anni dall'esordio del personaggio al cinema, nel 2015, i primi due film sono stati restaurati e nuovamente riproposti nelle sale. Il personaggio, nato come raffigurazione dell'uomo inetto e sfortunato vittima della prepotenza, è entrato nell'immaginario collettivo per la sua grottesca attitudine alla sudditanza psicologica verso il potere e come esempio di uomo medio vessato dalla società e alla continua ricerca di un riscatto, «Il prototipo del tapino, ovvero la quintessenza della nullità, il massimo della mediocrità eccezionale», come lo definì lo stesso Villaggio.

## Genesi del personaggio e caratterizzazione

Ugo Fantozzi (Villaggio) tra la moglie Pina (Liù Bosisio, a sinistra) e la figlia Mariangela (Plinio Fernando, a destra) sul set di Fantozzi (1975) di Luciano Salce.

(Paolo Villaggio su Fantozzi)

### Genesi del personaggio
Fantozzi era il cognome di un collega di Villaggio in un'azienda in cui l'attore aveva lavorato come impiegato, la Italimpianti, e che si faceva trascinare nelle iniziative dello stesso Villaggio, che chiamava erroneamente "Selvaggio": da tale situazione nascono sia il fatto che il cognome del personaggio verrà continuamente storpiato sia il ruolo di organizzatore di viaggi che sarà di Giandomenico Fracchia, altro personaggio creato da Villaggio, e del ragionier Filini nei racconti e nei film di Fantozzi. Nei racconti di Villaggio, tra i colleghi del personaggio, sono presenti infatti due personaggi, Filini e Fracchia, che nei film verranno sostituiti, grazie a un'intuizione del regista Luciano Salce, dall'unico personaggio di Filini, che avrà il ruolo del migliore amico del protagonista, dell'organizzatore, del massacratore emotivo di ciascun impiegato e del maniaco che crede di intendersi di tutto. Dalle sue esperienze lavorative Villaggio trarrà ispirazione per scrivere alcuni racconti pubblicati su l'Europeo e che verranno raccolti nel libro Fantozzi (1971) che diventerà presto un best seller vendendo più di un milione di copie e venendo tradotto in molte lingue facendo vincere all'autore genovese, in Unione Sovietica, il premio Gogol nella sezione "migliore opera umoristica". Visto il grande successo del libro si arriva a realizzare una trasposizione cinematografica nella quale il ruolo del protagonista sarà rivestito da Villaggio stesso.

### Esordio del personaggio
Il personaggio esordisce nei monologhi di Paolo Villaggio, nei quali è citato in terza persona. Villaggio esordisce in televisione nel 1968 nella trasmissione Quelli della domenica, nei panni del personaggio, protagonista di sketch nei quali racconta storie umoristiche, con un lessico particolare e caratteristico del personaggio, fondato sull'iperbole.

### Caratteristiche del personaggio
Il personaggio stesso è un'iperbole vivente, un eccesso, la cui umanità è sopraffatta dalle immani disgrazie da cui viene investito e a cui non reagisce minimamente. La mediocrità con la quale viene descritto il personaggio, che con il tempo diventa l'emblema dell'uomo sopraffatto, sfocia inevitabilmente in una rappresentazione delle sue volgarità, intese come istinti più bassi: rutti, turpiloquio, atteggiamenti negativi (come il servilismo), che lo rendono comico e allo stesso tempo tragico. Un'altra caratteristica è quella di sottomettersi a tutti e di scusarsi continuamente. Il comune denominatore di tutte le vicende vissute dal personaggio è la totale inerzia innanzi al destino, l'impossibilità di poter ribaltare la sorte avversa.
Secondo il critico Riccardo Esposito, il personaggio rappresenta l'archetipo dell'italiano medio degli anni settanta, medio-borghese dallo stile di vita semplice (casa in equo canone, lavoro da impiegato, privo di laurea) con le ansie e le "perversioni" di un'intera classe di lavoratori:  in tutti gli uffici è esistita una seduttrice un po' doppiogiochista come la signorina Silvani, un capo esigente o un collega arrivista come il geometra Calboni, molti sono andati in giro su una vecchia utilitaria come la Bianchina di Fantozzi, ma soprattutto tutti abbiamo almeno una volta pensato di essere perseguitati dalla sfortuna.
La sua famiglia, unico rifugio dalle angherie di una società che non lo riconosce come membro effettivo se non per sfruttarlo, è composta da una moglie che non lo ama ma al massimo lo stima e lo compatisce e prova per lui sentimenti di sufficienza, e da una figlia ottusa e dall'aspetto scimmiesco e orripilante.
Il solerte travet Fantozzi, nonostante le vessazioni, ha come unici conoscenti i colleghi della Megaditta, che frequenta anche al di fuori dell'orario di lavoro: con loro va in settimana bianca (a metà maggio); festeggia il Capodanno partecipando a un veglione allestito in uno squallido seminterrato nel quale un direttore d'orchestra imbroglione fa portare avanti gli orologi e anticipa il festeggiamento per poter andare a suonare in due veglioni; si reca in viaggi itineranti in camper improvvisati, in improbabili gare ciclistiche, in partite di calcio su fangosi campi di periferia o in patetiche partite a tennis, come quella alle sei del mattino di una domenica dal carattere tardo-autunnale con il ragionier Filini, che di fatto è il suo migliore amico e con il quale ha anche un'avventura da maldestri campeggiatori sul lago. Ampiamente degno di menzione, tra gli altri colleghi della Megaditta, è sicuramente il Geometra Calboni, arrivista e ruffiano verso i superiori, nonché impenitente donnaiolo. A Calboni si deve il nomignolo "puccettone" rifilato al povero ragionier Fantozzi.
Fantozzi subisce sempre angherie e maltrattamenti da parte dei colleghi di lavoro e dai suoi superiori senza mai reclamare. Tuttavia, in alcuni rari casi assume atteggiamenti di aperta ribellione, come nel film Fantozzi, quando rompe un vetro della Megaditta con un sasso, o come quando in Il secondo tragico Fantozzi aggredisce il professor Riccardelli, o ancora in Fantozzi contro tutti quando scopre di essere stato tradito dalla moglie e si accanisce per questo contro Filini e Calboni.
Una caratteristica ricorrente della "maschera" Fantozzi (come dichiarato dallo stesso Villaggio) è il suo copricapo, tipico "spagnolin" blu genovese, che il ragioniere porta sulla testa diversamente a seconda dello stato d'animo: appiattito sulla testa nei momenti peggiori o spostato di lato nei momenti in cui si sente fiero e senza paura, come prima della notte d'amore con la signorina Silvani in Fantozzi in paradiso. Fantozzi lo indossa spesso anche in casa (insieme alla sola biancheria intima) e in altre situazioni dove appare fuori luogo, come in occasione di visite mediche o prima di un intervento in sala operatoria. Fantozzi addirittura si reincarna in un bambino indossando già il suo copricapo al momento della nascita.

Paolo Villaggio, intervistato da Fabrizio Falzone per TV2000 nel 2015, parla dell'attualità di Fantozzi negli anni della crisi economica:
(Paolo Villaggio)
Il personaggio ha una sua data di nascita, il 17 luglio 1934, anche se Villaggio, nel primo romanzo narra che Fantozzi ha oltre 400 anni e lavora nella Megaditta da ben 92. Successivamente nel libro Fantozzi contro tutti il personaggio dice di avere 103 anni, e così accade anche in altre storie del ragioniere, in cui si esagera sulla sua longevità senza mai dare riferimenti precisi o coerenti. Nel film Fantozzi in paradiso (1993) il personaggio muore, per poi resuscitare provvisoriamente nel successivo Fantozzi - Il ritorno (1996); tornerà definitivamente sulla Terra in Fantozzi 2000 - La clonazione, venendo ricostruito fisicamente tramite le biotecnologie avanzate a partire da una ciocca di capelli fornita dalla moglie Pina.

## Filmografia
Il primo film, Fantozzi, esce nel 1975 tratto dai primi due libri del personaggio e diretto da Luciano Salce. Nei decenni seguenti sopravvive la leggenda secondo cui, inizialmente, Villaggio si era deciso a interpretare il personaggio da lui stesso creato solo dopo i rifiuti di colleghi al tempo già affermati (a differenza dell'attore genovese, all'epoca ancora poco noto in ambito cinematografico), quali Ugo Tognazzi e l'allora emergente Renato Pozzetto; una versione dei fatti a lungo avallata in prima persona dallo stesso Villaggio, ma infine da lui smentita e motivata con il mero intento di aumentare l'interesse attorno al progetto e al suo interprete principale. Il film ha un grande successo, tanto da dar vita a una delle saghe più longeve del cinema italiano: seguiranno infatti altri nove episodi: il secondo diretto ancora da Salce, dal terzo al nono da Neri Parenti e l'ultimo, Fantozzi 2000 - La clonazione, da Domenico Saverni. Secondo molti critici, i migliori di questi film restano i primi due, diretti da Salce, seguiti dal terzo, dal quarto e dall'ottavo episodio, girati da Neri Parenti.
L'elevata qualità dei primi due film, coronati entrambi dal successo, non è da attribuire solo al valore simbolico e sociale che ricoprono, ma anche e soprattutto alla qualità della tecnica umoristica ivi presente. Specialmente nei primi capitoli, infatti, il canovaccio si avvale di un'incredibile varietà stilistica nell'esercizio della comicità: dall'umorismo verbale, rappresentato dalle aberranti coniugazioni verbali (l'esempio più noto è la continua storpiatura del congiuntivo presente "vada" in "vadi"), dai titoli parodistici e denigratori ("Rag. Gran. Figl. di. Putt.") e dalle mistificazioni dei termini (come il significato di "prostata" e "kibbutz"), raffigurazioni delle ipocrisie spesso insite in certi ambienti, che Villaggio aveva imparato a conoscere, frequentati da figure teoricamente istruite ma in realtà barbare e ignoranti. Non mancano inoltre le iperboli lessicali (ad esempio i "92 minuti di applausi" o i "pomodorini a 18000 gradi" da Il secondo tragico Fantozzi) e il sarcasmo (ad esempio "Fantozzi vide la verità e si turbò leggermente, o meglio, s'incazzò come una bestia!", da Fantozzi); si ricorre poi alla comicità grafica, per l'epoca innovativa, come gli effetti delle ustioni date dagli asciugamani roventi della moglie o gli uragani e le valanghe come effetto di potentissimi e memorabili rutti. C'è anche la classica comicità di natura fisica, che vede il corpo di Fantozzi soggetto alle peggiori umiliazioni possibili: malmenato dai bulli, sparato con un cannone dall'ispettore del lavoro, impalato sulla bici senza sellino (In sella... alla bersagliera!), affogato con la faccia nella torta di panna o nella polenta ed usato come parafulmine; ci sono poi escursioni nella parodia e nella satira, come nell'episodio della corazzata Kotiomkin (di cui gli impiegati riproducono le scene più importanti) o in quello delle elezioni politiche, dove si utilizza prima la retorica, doppiando i discorsi dei candidati al parlamento, e poi la simbologia (la cabina elettorale come vespasiano).
Fra gli altri attori celebri che hanno partecipato alla serie ci sono Milena Vukotic e Liù Bosisio nella parte della moglie Pina, Anna Mazzamauro in quella della signorina Silvani, Gigi Reder nei panni del ragionier Filini, Giuseppe Anatrelli nel ruolo del geometra Calboni (che verrà ricoperto anche, per un solo film, da Riccardo Garrone) e Plinio Fernando opportunamente truccato per interpretare la mostruosa figlia di Fantozzi, Mariangela. Fernando collaborò con la compagnia di Villaggio fino ai primi anni 1990 circa.
Dal 1980 in poi Paolo Villaggio firmerà un contratto con il regista Neri Parenti per continuare a girare altri film su Fantozzi. Villaggio lavorerà con il regista e il cast di sceneggiatori Leo Benvenuti, Piero De Bernardi, Alessandro Bencivenni e Domenico Saverni dal 1980 fino al 1996, Fantozzi - Il ritorno. Durante questi sedici anni Villaggio non interpreterà solo il personaggio di Fantozzi nei film dedicati a lui ma anche altre macchiette comiche molto simili al personaggio originale in pellicole come Scuola di ladri (1986) e Le comiche (1990). La serie si conclude nel 1999 con Fantozzi 2000 - La clonazione, regia di Domenico Saverni. L'ultima apparizione del ragioniere è stata il 3 dicembre 2010 nel programma I migliori anni.

### Serie di film con il personaggio
1. Fantozzi, regia di Luciano Salce (1975)
2. Il secondo tragico Fantozzi, regia di Luciano Salce (1976)
3. Fantozzi contro tutti, regia di Neri Parenti e Paolo Villaggio (1980)
4. Fantozzi subisce ancora, regia di Neri Parenti (1983)
5. Superfantozzi, regia di Neri Parenti (1986)
6. Fantozzi va in pensione, regia di Neri Parenti (1988)
7. Fantozzi alla riscossa, regia di Neri Parenti (1990)
8. Fantozzi in paradiso, regia di Neri Parenti (1993)
9. Fantozzi - Il ritorno, regia di Neri Parenti (1996)
10. Fantozzi 2000 - La clonazione, regia di Domenico Saverni (1999)

## Impatto culturale

Ugo Fantozzi (Villaggio) e il Ragionier Filini (Gigi Reder) in Fantozzi (1975)

I film di Fantozzi, sia pur con una profonda ironia, hanno anticipato le tematiche del mobbing nelle grandi aziende, hanno fatto entrare nel bagaglio lessicale dell'italiano medio espressioni quali "Com'è umano, Lei!", oltre all'aggettivo "fantozziano", registrato in tutti i dizionari italiani e all'espressione "alla Fantozzi", locuzioni sorte per indicare esperienze, atteggiamenti o situazioni permeate dall'aria tragicomica propria del personaggio.
Stessa sorte è toccata curiosamente anche all'eterno collega Filini (Gigi Reder), nei film solerte organizzatore di gite del dopolavoro aziendale; "organizzazione Filini" è un'espressione con cui indicare eventi malriusciti o pieni di contrattempi che in circostanze normali sarebbero stati ampiamente prevedibili.
Villaggio, nel descrivere Fantozzi e il suo mondo, compie un'acuta e aspra critica della classe dirigente e del suo infantilismo. Nelle figure di Cobram (che per la gara ciclistica arriva su una Fiat 2800 come Mussolini), come del Megadirettore Galattico, della contessa Serbelloni Mazzanti Vien dal Mare, del professor Riccardelli, appassionato del Cinema espressionista di inizio secolo, e di tutti gli altri potenti presenti nei libri del grande comico genovese sono riconoscibili comportamenti di chi per censo, per fortuna o per abilità ricopre posizioni di potere e di privilegio. La sicumera, l'inutile sadismo nei confronti dei sottoposti, la falsa magnanimità e liberalità risaltano con nettezza e precisione nel contrasto con i tentativi di dignità servile del ragionier Fantozzi. Mirabile, in tal senso, è l'episodio della consegna dei pacchi natalizi dono ai figli degli impiegati da parte del vertice strategico della megaditta.

### La saga di Fantozzi e l'evoluzione sociale dell'Italia
Essendo durata quasi trent'anni (dall'uscita del primo libro nel 1971 all'ultimo film del 1999), la saga del rag. Fantozzi si è quasi sempre intrecciata con molti fenomeni di costume dell'Italia tipici del momento in cui ciascun libro o film veniva prodotto. Alcuni dei temi riguardanti la società italiana che furono trattati sono:
- Fantozzi (1971/1975): il fenomeno della contestazione degli anni '60-'70;
- Fantozzi contro tutti (1979/1980): l'esplosione delle tv private a fine anni '70 e la mania dello zapping con il telecomando;
- Fantozzi subisce ancora (1983): la questione dell'aborto e del fenomeno delle ragazze madri, le elezioni politiche del 1983;
- Superfantozzi (1986): il fenomeno degli hooligan (forse in riferimento alla strage dell'Heysel dell'anno prima);
- Fantozzi va in pensione (1988): la diffusione dell'informatica e della digitalizzazione nel mondo aziendale, la questione della lira pesante;
- Fantozzi alla riscossa (1990): i maxiprocessi di mafia della seconda metà degli anni '80, l'emergere delle agenzie matrimoniali e dei cellulari, il ritorno del fenomeno degli hooligan (forse dovuto questa volta alla strage di Hillsborough dell'anno prima);
- Fantozzi - il ritorno (1996): l'emergere delle chat telefoniche erotiche, il fenomeno del lancio di sassi dai cavalcavia delle autostrade in quegli anni, la questione della pubblicità televisiva (l'anno prima si erano svolti degli appositi referendum al riguardo);
- Fantozzi 2000 - La clonazione (1999): il tema della clonazione umana (sulla scia del caso della pecora Dolly dell'anno prima), la diffusione di internet e del world wide web, il successo negli anni '90 del SuperEnalotto e della Lotteria Italia.

## Varianti del personaggio

Villaggio interpreta Giandomenico Fracchia in Quelli della domenica (1976).

Villaggio e Renato Pozzetto nel film Le comiche (1990) di Neri Parenti; anche in questa pellicola Villaggio, per il suo personaggio, usa molte delle sfaccettature classiche di Fantozzi.

Contemporaneamente a Fantozzi, Villaggio aveva creato il personaggio di Giandomenico Fracchia nella trasmissione Quelli della domenica e al quale venne dedicata una propria serie televisiva: Sogni proibiti di uno di noi (1975) e che in seguito apparirà in due film, Fracchia la belva umana e Fracchia contro Dracula e riproposto in televisione in alcune trasmissioni del 1986.
Villaggio intendeva rappresentare la nevrosi dell'uomo moderno in due forme complementari: Fantozzi in quella esteriore situazionale - l'incapacità di realizzarsi attraverso una vita improntata al consumismo -, Fracchia in quella interiore psicologica - lo scivolare nella follia dal conseguente smarrire la capacità di gestire psichicamente il mondo. Villaggio aveva ritenuto che il successo commerciale di Fantozzi venisse dal subconscio (inammesso) di riconoscere la propria vita come quella fantozziana (ciclo di ricerca di consumo e frustrazione), ma che l'importanza storica di Fracchia, il crescente disagio psichico, fosse crescente e da venire. A differenza di Fantozzi, Fracchia non è sposato, ma esattamente come Fantozzi è sottomesso dal proprio superiore, il dottor Orimbelli. È iconica la sua incapacità di accomodarsi nella poltrona Sacco, nella quale si trova sempre instabile e finisce sempre per sprofondare o cadere, rotolando maldestramente a terra.
Nel primo libro di Fantozzi, compariva un personaggio chiamato Fracchia, sfortunato e inetto come lui e al quale poi l'autore, nelle opere successive, cambierà identità facendogli assumere tutte le tipiche caratteristiche di Filini, già apparso in Fantozzi e nel secondo tragico Fantozzi. Un personaggio secondario di nome Filini già compariva nel primo libro di Fantozzi, ma non aveva nulla a che fare con il personaggio che sarebbe divenuto successivamente.

Fracchia si incontra per la prima volta con il suo sosia, la Belva Umana, in Fracchia la belva umana (1981) di Neri Parenti.

Fracchia invece, quando veniva interpretato da Villaggio negli anni sessanta in Quelli della domenica, era inizialmente diverso da Fantozzi, in quanto è talmente vigliacco e inferiore che quasi quasi si sente a suo agio nel provare queste atroci sofferenze psicologiche; è un inetto e si fa mettere i piedi sopra la testa da qualunque individuo, non solo dai suoi superiori, e inoltre ha un modo di parlare estremamente confuso tanto che per la sua insicurezza risponde con monosillabi, balbettii e fonemi sconnessi, gesticolando scoordinatamente con le mani, cercando di spiegare la sua risposta all'interlocutore. Una tipica espressione che Fracchia usa nei confronti dei suoi interlocutori è "Com'è umano lei!". Nei primi due film di Fantozzi il personaggio appare più sicuro di sé anche se dal film Fantozzi contro tutti (1980) in poi avverrà una fusione tra i due personaggi di Fracchia e Fantozzi nel quale il secondo è estremamente sfortunato e molto insicuro di sé stesso.
Visto il grande successo del personaggio, Villaggio lo ha riproposto in molti altri ruoli comici, creando una maschera riconoscibile in contesti diversi. Personaggi con caratteristiche tipiche di Fantozzi sono nei film I pompieri e Missione eroica - I pompieri 2, dove Villaggio è Paolo Casalotti, il protagonista il cui Comandante (che si trova persino a sottoporlo al fantozziano interrogatorio sulla definizione della parola "organigramma") spesso sbaglia il cognome, nei film Scuola di ladri e Scuola di ladri - Parte seconda, dove interpreta lo sfortunato Dalmazio Siraghi (anche se un ruolo più fantozziano è riservato a Lino Banfi), o nel film Ho vinto la lotteria di capodanno, nel quale Villaggio è Paolo Ciottoli ma anche Paolo Coniglio, protagonista del film Sogni mostruosamente proibiti e Sergio Colombo dei film Io no spik inglish e Banzai; tratti di Fantozzi sono anche in A tu per tu, dove Villaggio è Gino Sciaccaluga, tassista vittima di un terribile raggiro, e anche il personaggio di Arturo De Fanti nel film Rag. Arturo De Fanti, bancario precario.

### Serie di film con varianti del personaggio

#### Comicità grottesca
- Fracchia la belva umana, regia di Neri Parenti (1981)
- Fracchia contro Dracula, regia di Neri Parenti (1985)
- Le comiche, regia di Neri Parenti (1990)
- Le comiche 2, regia di Neri Parenti (1991)
- Le nuove comiche, regia di Neri Parenti (1994)

#### Comicità classica
- Il... Belpaese, regia di Luciano Salce (1977)

## Episodi famosi e gag ricorrenti
Quando il personaggio è in compagnia di donne affascinanti o quando guarda spettacoli erotici o anche soltanto davanti alle richieste della signorina Silvani camuffate da avance, Fantozzi manifesta il suo stato di eccitazione facendo uscire la sua lingua da un lato della bocca. In quelle gag dove lo vedono in dieta forzata, o in quelle scene dove poter mangiare per lui è in quel momento impossibile, proibito, o sconsigliato, Fantozzi assume movenze e gestualità divenute icone del suo personaggio.

### La corazzata Kotiomkin

Tutti gli impiegati della Megaditta a vedere La corazzata Kotiomkin nel film Il secondo tragico Fantozzi (1976) di Luciano Salce

Una famosa battuta sul celebre film La corazzata Potëmkin (che nel film Il secondo tragico Fantozzi del 1976 assume il titolo fittizio di La corazzata Kotiomkin, perché non furono concessi i diritti dell'originale), che, dopo l'ennesima visione "forzata" al cineforum della Megaditta, viene giudicata da Fantozzi "una cagata pazzesca", è rimasta, nell'immaginario popolare, come simbolo del rifiuto di una cultura imposta dall'alto, paternalisticamente se non autoritariamente. Questa battuta ("Per me... la corazzata Kotiomkin... è una cagata pazzesca!"), diventata oggetto di culto, rappresenta uno dei rari momenti di rivalsa del personaggio, che, grazie a quest'atto di coraggio, libera dalla "schiavitù" del cineforum i tanti colleghi che erano costretti a stare lì per colpa del loro capo, il professor Riccardelli, appassionato di cinema d'essai, mentre in televisione c'era una partita dell'Italia, prendendo possesso della sala proiezioni. 

Mauro Vestri interpreta il professor Guidobaldo Maria Riccardelli, fanatico cinefilo del film La corazzata Kotiomkin

Le parole di Fantozzi, come i successivi "novantadue minuti di applausi" tributati dai suoi colleghi, un atto di rivalsa dell'uomo medio nei confronti di una sedicente élite culturale, e dei suoi atteggiamenti forzatamente intellettuali e snobistici. Come racconta Paolo Villaggio, durante un cineforum a cui partecipò a Genova, la scena della scalinata venne proiettata per errore dopo appena dieci minuti dall'inizio del film. Il responsabile del cineforum dichiarò: "Questo è il più bel film di tutti i tempi!". Subito dopo il proiezionista rivelò di aver proiettato il film al contrario. Il responsabile rispose: "Bene, allora lo riguardiamo dall'inizio". In un'altra occasione, durante la presentazione del suo film a Mosca, ripeté la celebre frase, suscitando un boato di approvazione nel pubblico.
L'espressione colorita di Fantozzi e l'intero episodio del film con Paolo Villaggio hanno contribuito a rendere La corazzata Potëmkin un esempio di come viene visto popolarmente il cosiddetto cinema impegnato: lento, lungo e insopportabile ai più. Il luogo comune sulla lunga durata delle pellicole è infondato: nella realtà l'opera di Ėjzenštejn dura circa 75 minuti, mentre il film di Luciano Salce parla di ben "18 bobine", che corrisponderebbero ad una durata minima di 3 ore. Si tenga conto che per Villaggio, come da lui stesso dichiarato, 18 è il "numero dell'esagerazione", usato spesso per indicare una quantità sovrumana, come i "18.000 megasuoni" della sirena di uno yacht o i "18.000 gradi" del "pomodorino da guarnizione", oppure ancora come durante l'inizio del primo film, quando la moglie Pina annuncia di non avere più notizie del marito da ben 18 giorni, senza dimenticare la cabina-letto in treno del Duca Conte Semenzara, ne "Il secondo tragico Fantozzi", anch'essa la numero 18. Le scene che si vedono proiettate ne Il secondo tragico Fantozzi, infine, non sono reali scene del film La corazzata Potëmkin, in quanto, non avendo ottenuto i diritti per riprodurre parti dell'opera originale, tutte le scene del capolavoro visibili nel film furono girate ex novo dal regista Salce; il titolo del film è stato infatti cambiato in La corazzata Kotiomkin, diretto da un fantomatico Serghei M. Einstein.

### Infatuazione per la signorina Silvani

Ugo Fantozzi e la Signorina Silvani ne Il secondo tragico Fantozzi

Fantozzi, a causa della sua famiglia disastrata composta dalla signora Pina, sciatta casalinga che non lo soddisfa per niente, e dalla figlia Mariangela, decisamente più simile a una scimmia che a una ragazzina, è invaghito di una sua giovane collega, la signorina Silvani. Sia nei romanzi che nei film cerca di corteggiarla, ma lei lo rifiuta sempre con calcolata cortesia. Le poche volte in cui la Silvani accetta gli inviti di Fantozzi, si hanno sempre epiloghi tragici e lei è solo interessata a usarlo quando in realtà è innamorata del geometra Calboni. Tuttavia Fantozzi riprenderà sempre a corteggiarla. Dopo la fine del matrimonio della donna con Calboni, eterno dongiovanni, in Fantozzi subisce ancora la Silvani porterà Fantozzi e i colleghi in vacanza ma finiranno a trovarsi in una discarica, mentre in Fantozzi va in pensione, caduta in solitudine, cercherà di trattenere Fantozzi per avere una compagnia a tratti anche amorosa. In Fantozzi alla riscossa, prossima allo sfratto e tentato il suicidio, le verrà regalata da Fantozzi una serenata e verrà portata dallo stesso ragioniere a vivere in un'ex chiesa con le pareti per nulla resistenti. Dopo essersi finalmente concessa al suo "ammiratore" in vacanza sulla neve, in Fantozzi in paradiso, inventerà una gravidanza nel successivo film per ottenere dal ragioniere una somma alta di denaro destinata alla sua ristrutturazione fisica. L'ultima volta in cui Fantozzi e la Silvani si ritrovano insieme è nel film Fantozzi 2000 - La clonazione in cui ella, credendo che Fantozzi abbia vinto al SuperEnalotto, subito si finge perdutamente innamorata di lui e lo spinge ad affittare addirittura un castello. I due per un breve periodo alloggeranno nella nuova lussuosissima dimora, ma quando la Silvani scopre che i numeri vincenti non sono in realtà stati giocati, torna a snobbarlo come sempre.

### La storpiatura del nome
Il nome di Fantozzi viene da una prima forma "Fantocci", così chiamato perché "fatto di stracci". La storpiatura prosegue nell'uso di colleghi e dirigenti - ennesima umiliazione inflitta al ragioniere: Pupazzi, Fantocci, Bambocci, Bambozzi, Beccacci, Cagnacci, Bacherozzi, Scacacci, Bombacci, Mamozzi, Sbarbozzi, Mortacci... Comicamente, le uniche occasioni nelle quali il cognome viene pronunciato correttamente si trovano in Fantozzi contro tutti, a seguito del tentativo di non farsi riconoscere al telefono dal Visconte Cobram, nonché a conclusione di Fantozzi va in pensione, quando viene invitato a risalire presso la direzione dell'ufficio per poi essere "richiamato" in servizio.

### La nuvola dell'impiegato
In alcuni episodi Fantozzi viene perseguitato dall'alto dalla Nuvola dell'impiegato, una nuvola che provoca maltempo esclusivamente su di lui durante i suoi viaggi. La nuvola stessa lo accompagnerà nella parata funebre prima di essere seppellito, alla fine del film Fantozzi in paradiso.

## Narrativa
- Paolo Villaggio, Fantozzi, Milano, Rizzoli, 1971.
- Paolo Villaggio, Il secondo tragico libro di Fantozzi, Milano, Rizzoli, 1974.
- Paolo Villaggio, Le lettere di Fantozzi, Milano, Rizzoli, 1976.
- Paolo Villaggio, Fantozzi contro tutti, Milano, Rizzoli, 1979.
- Paolo Villaggio, Fantozzi subisce ancora, Milano, Rizzoli, 1983.
- Paolo Villaggio, Caro direttore, ci scrivo... : lettere del tragico ragioniere, raccolte da Paolo Villaggio, Milano, Mondadori, 1993.
- Paolo Villaggio, Fantozzi saluta e se ne va: le ultime lettere del rag. Ugo Fantozzi, Milano, Mondadori, 1994.
- Paolo Villaggio, Fantozzi totale, Torino, Einaudi, 2010.
- Paolo Villaggio, Tragica vita del ragionier Fantozzi, Milano, Mondadori, 2012.
- Paolo Villaggio, Fantozzi forever, Milano, Cairo Publishing, 2014.
- Paolo Villaggio, Fantozzi, l'audiolibro inedito, Roma, Volume Audiobooks, 2016.

## Fumetti
- Il personaggio ha avuto una parodia su Topolino nel 1988, nella storia La tragica avventura di Paperon de' Paperozzi (testo di Massimo Marconi in collaborazione con lo stesso Paolo Villaggio e disegni di Giorgio Cavazzano), in cui Fantozzi è interpretato nientemeno che da Paperon de' Paperoni: nella storia, il papero più ricco del mondo viene spedito per vendetta (dopo avere iniziato a vedere una videocassetta di un film del vero Fantozzi) in una sorta di mondo parallelo da un impiegato che lui aveva sempre maltrattato. In questo mondo alternativo, Paperone diventa Paperozzi e subisce quasi le stesse angherie del personaggio di Paolo Villaggio, citandone le gag (dall'ustione col caffè bollente mattutino all'incontro col megadirettore ipergalattico): alla fine, però, Paperone si sveglierà e si scoprirà che era stato solo un incubo. La storia è stata ripubblicata nel 2017 come tributo all'attore genovese appena scomparso.
- A partire dall'aprile 1993 Fantozzi ha avuto una sua serie a fumetti, dedicata ai più piccoli. Fu pubblicata sul Corrierino, scritta da Antonio Orecchia e disegnata da Lola Airaghi: le storie seguivano per lo più lo stesso canovaccio dei film, narrando le disavventure del ragioniere in ambito lavorativo e familiare. Tra i protagonisti della serie vi era anche un redivivo geometra Calboni, ormai definitivamente scomparso nella saga cinematografica per via della morte di Giuseppe Anatrelli, suo storico interprete.
- Altro fumetto ispirato al celebre ragioniere fu Pancozzi: si tratta di una parodia in chiave erotica, risalente agli anni settanta.
- Verso la fine del 2014 è stata pubblicata la graphic novel Fantozzi Forever. Ideata dallo stesso Paolo Villaggio e scritta e disegnata da Francesco Schietroma, è ambientata nello stesso anno in cui è stata realizzata, e vede protagonista un Fantozzi ormai vecchio e stanco, alle prese con tutti i problemi e gli usi e costumi della società moderna (come la crisi economica e l'uso dei social network), e con un nipote disoccupato e fannullone. Assieme a lui i compagni di sempre: la moglie Pina, la signorina Silvani e il ragionier Filini.

## Riconoscimenti
Il Comune di Roma, nel luglio 2021, ha deliberato l'installazione di una targa commemorativa sull'edificio della Tangenziale Est dove si svolge la famosa scena in cui Fantozzi prende l'autobus al volo.

### Saggi sul personaggio di Fantozzi
- Claudio Giunta, Diventare Fantozzi, in Una sterminata domenica. Saggi sul paese che amo, Il Mulino, 2013.
- David De Filippi, Fantozzi aveva ragione, Aliberti Castelvecchi, 2010.
- Alberto Pallotta, Mostruosamente... Fantozzi, un mondo a parte, 2006.
- Fabrizio Buratto, Fantozzi. Una maschera italiana, Lindau, 2003.
- Alvaro Rissa (alias Walter Lapini), La Fantozziade, in Antologia della letteratura greca e latina, Il Melangolo, Genova 2015, pp. 3–39.